# Filozófusnők listája

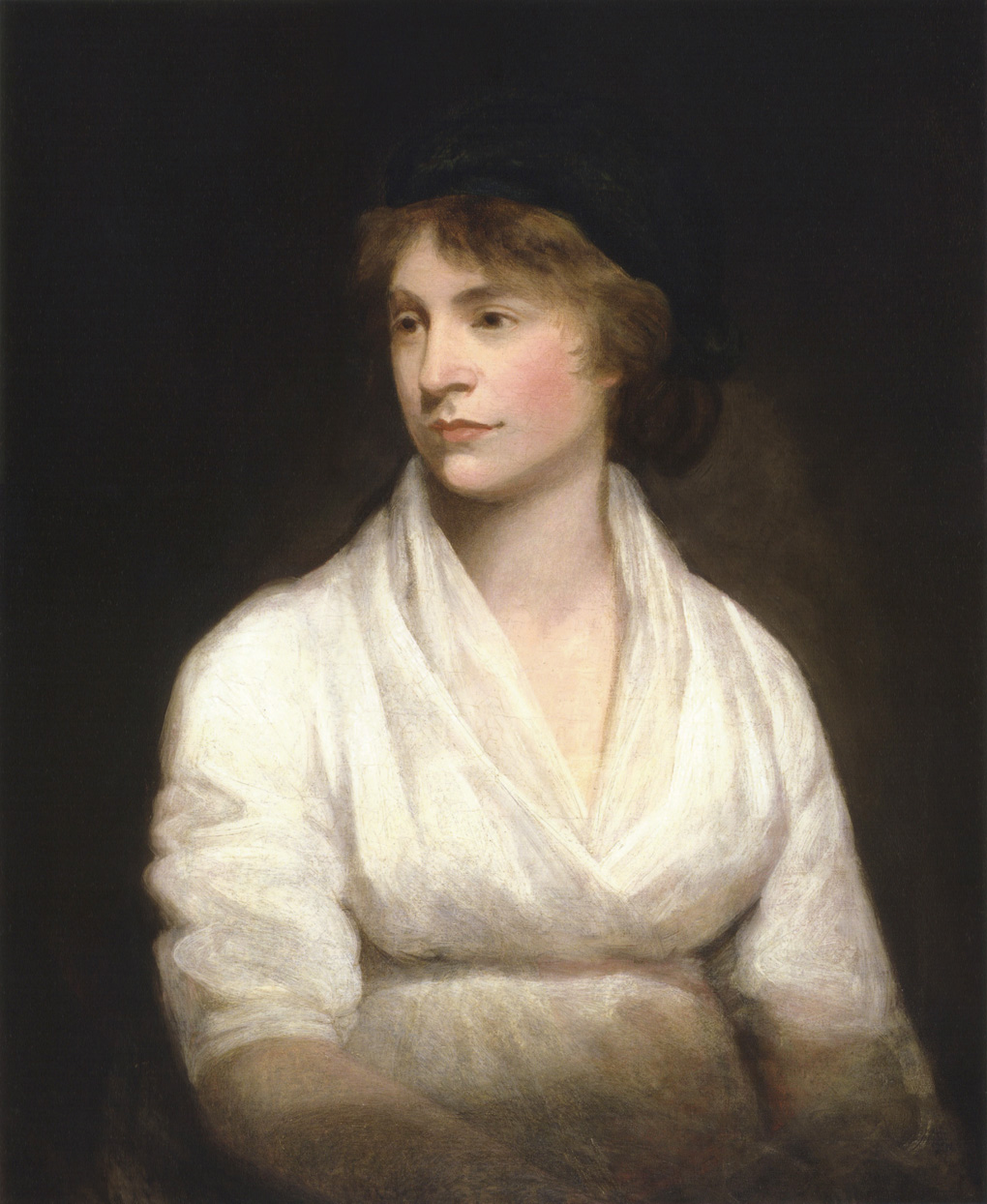
Mary Wollstonecraft

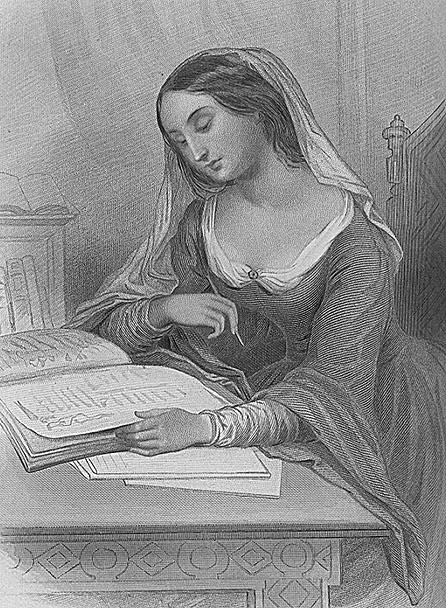
Heloise

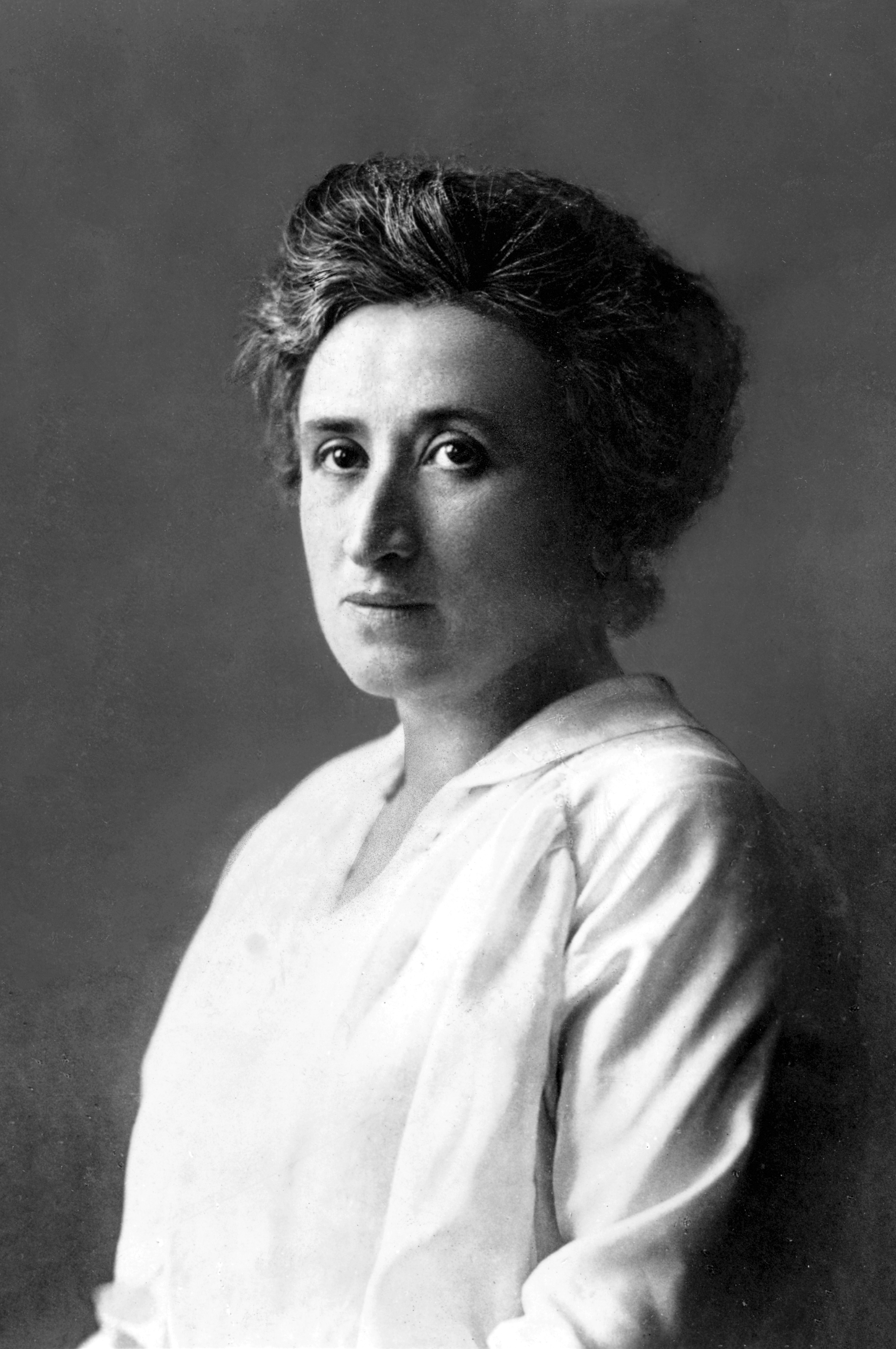
Rosa Luxemburg

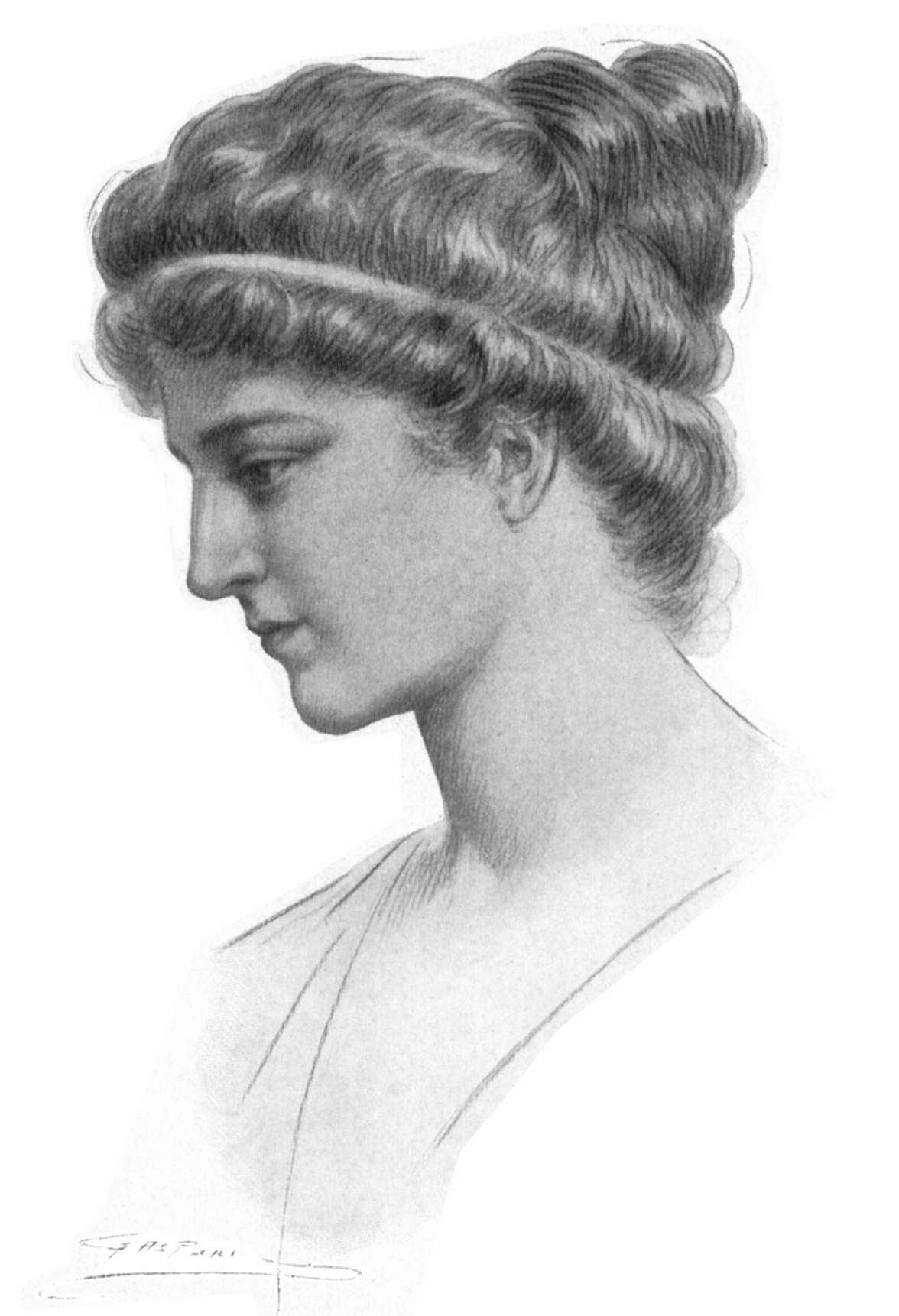
Hypatia

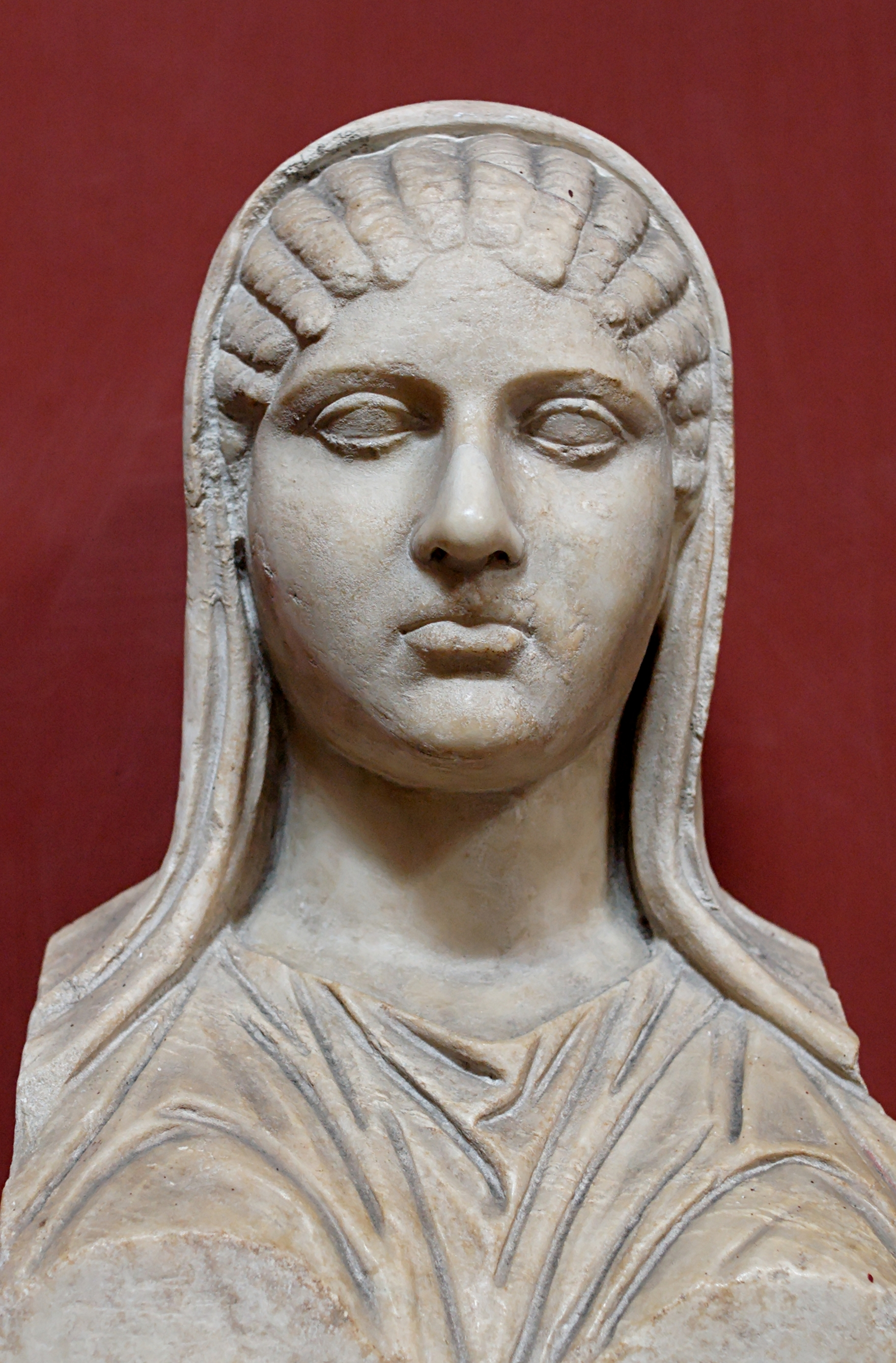
milétoszi Aszpaszia

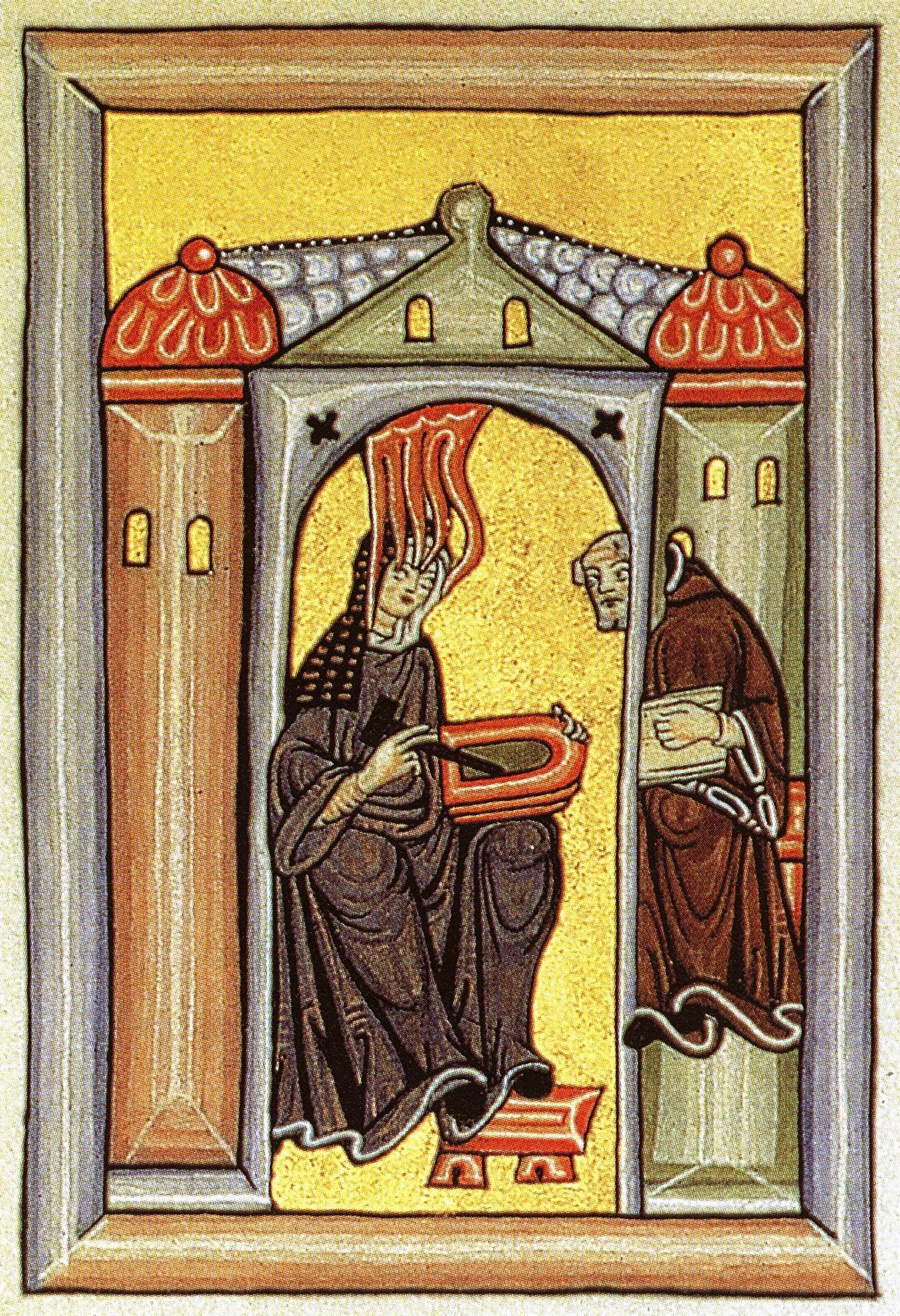
Hildegard von Bingen középkori miniatúrán

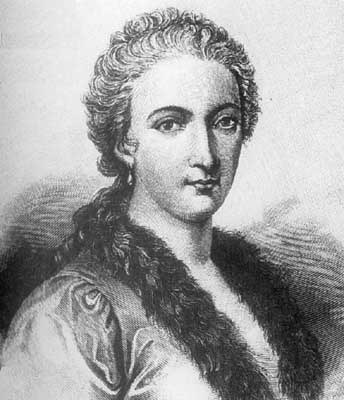
Maria Gaetana Agnesi

A filozófusnők listája, ábécésorrendben:
| Ábécé szerinti tartalomjegyzék                                                                           |
| --- |
| A, Á B C Cs D Dz Dzs E, É F G Gy H I, Í J K L Ly M N Ny O, Ó Ö, Ő P Q R S Sz T Ty U, Ú Ü, Ű V W X Y Z Zs |

## A
- Adams, Marilyn McCord (1943–2017)
- Alcoff, Linda Martin
- Ancsel Éva (1927–1993)
- Ambrose Alice (1906–2001)
- Anderson, Pamela Sue
- Agnesi, Maria Gaetana (1718–1799)
- Annas, Julia (1946–)
- Ascombe, G. E. M. (1918–2001)
- Arendt, Hannah (1906–1975)
- Arete, kürénei (I. e. 4. század)
- Arisztoklea (I. e. 6. század)
- Aszpaszia, milétoszi  (I. e. 6. század)
- Astell, Mary (1666–1731)

## B
- Babich, Babette (1956–)
- Badham, Linda (1950–)
- Baier, Annette (1929–)
- Ban Zhao (kb. 35–100)
- Beauvoir, Simone de (1908–1986)
- Brown, Antoinette (1825–1921)
- Butler, Judith (1956–)

## C
- Calkins Mary Whiton (1863–1930)
- Cartwright, Nancy (1944–)
- Cavendish, Margaret (1623–1673)
- Christofidou, Andrea
- Churchland, Patricia (1943–)
- Cixous, Hélène (1937–)
- Cockburn, Catherine Trotter (1679–1749)
- Conway, Lady Anne Finch (1631–1679)
- Châtelet, Émilie du (1706–1749)

## D
- Dunayevskaya, Raya (1910–1987)
- Davis, Angela (1944–)

## E
- Edgington, Dorothy (1941–)
- Eliot, George (1819–1880)
- Elisabeth, Pfalzi (1618–1680)
- Erdélyi Ágnes (költő) (1914–1944)
- Ettinger, Bracha L.

## F
- Farkas Katalin (1970–)
- Foot, Philippa (1920–)
- Frede, Dorothea (1941–)

## G
- Gilbert, Margaret
- Gilman, Charlotte Perkins (1860–1935)
- Ginsborg, Hannah
- Goldman, Emma (1869–1940)
- Gournay, Marie de (1565–1645)
- Green, Celia (1935–)
- Grene, Marjorie (1910–)

## H
- Haack, Susan (1945–)
- Heal, Jane
- Heal, Virginia
- Heller Ágnes (1929–2019)
- Héloïse (1101–1162)
- Hesse, Mary (1924–2016)
- Hildegárd, Bingeni Szent (1098–1179)
- Hipparchia (I. e. 4. század)
- Hornsby, Jennifer (1951–)
- Hursthouse, Rosalind
- Hüpatia, alexandriai (370–415)

## I
- Irigaray, Luce (1930–)

## K
- Klein, Martha
- Korsgaard, Christine (1952–)
- Kristeva, Julia (1941–)

## L
- Langer, Susanne (1895–1985)
- Le Dœuff, Michèle (1948–)
- Leontion, (I. e. 4. század)
- Ludassy Mária (1944–)
- Luxemburg, Rosa (1871–1919)

## M
- Macaulay, Catherine (1731–1791)
- Maddy, Penelope
- Marcus, Ruth Barcan (1921–)
- Martineau, Harriet (1802–1876)
- Masham, Damaris Cudworth (1659–1708)
- Midgley, Mary (1919–2018)
- Mechthild, Magdeburgi Szent (1210–1285)
- Millikan, Ruth (1933–)
- Murdoch, Iris (1919–1999)
- Murphy, Nancey (1951–)
- Murray, Judith Sargent (1751–1820)

## N
- Nussbaum, Martha (1947–)

## O
- O'Neill, Onora (1941–)
- Otunbajeva, Roza (1950–)

## P
- Pizan, Christine de (kb. 1365–c. 1430)

## R
- Richards, Janet Radcliffe (1944–)
- Rand, Ayn (1905–1982)
- Ruether, Rosemary Radford (1936–)

## S
- Saw, Ruth Lydia
- Schurman, Anna Maria van (1607–1678)
- Shepherd, Lady Mary (1777–1847)
- Sideri, arco S.,
- Sor Juana, (1648–1695)
- Staël, Anne Louise Germaine de (1766–1817)
- Stebbing, L. Susan (1885–1943)
- Szent Terézia Benedikta (1891–1942)
- Suchon, Gabrielle (1631–1703)
- Sullivan, Shannon

## T
- Taylor Mill, Harriet (1807–1858)
- Techert Margit (1900–1945)
- Teréz, Avilai Szent (1515–1582)
- Thomson, Judith Jarvis (1929–)

## W
- Warnock, Mary (1924–)
- Weil, Simone (1909–1943)
- Welby, Victoria, Lady (1837–1912)
- Wollstonecraft, Mary (1759–1797)
- Wright, Frances (1795–1852)
- Wrinch, Dorothy Maud (1894–1976)

## Z
- Zagzebski, Linda (1946–)

## Lásd még
- Filozófusok listája